# فون نجوين جياب
فو نجوين جياب (بالفيتنامية: Võ Nguyên Giáp) (25 أغسطس 1911 - 4 أكتوبر 2013) هو جنرال وعسكري عصامي وسياسي شيوعي ثوري فيتنامي وضابط سابق في الجيش الشعبي الفيتنامي (PAVN)، ويُعد أحد أعظم الإستراتيجيين العسكريين في القرن العشرين ومن أهم شخصيات حرب فيتنام. قاد القوات الشيوعية الفيتنامية في العديد من الحروب. خدم كقائد لحركة اتحاد استقلال فيتنام "الفيت مين" ضد الفرنسيين، ثم في جيش الشعب الفيتنامي، ثم وزيرًا للدفاع لجمهورية فيتنام الديموقراطية (فيتنام الشمالية) ولاحقًا لجمهورية فيتنام الاشتراكية الموحدة. ثم نائب رئيس وزراء فيتنام من 1955 إلي 1991 وكان أيضًا عضوًا في المكتب السياسي للحزب الشيوعي الفيتنامي.
جياب هو أيضاً صاحب خطة معركة ديان بيان فو الشهيرة التي هُزمت فيها فرنسا في 7 يونيو 1954 هزيمة ساحقة، وأدت إلي نهاية حرب الهند الصينية الأولى ونهاية الإستعمار الفرنسي في الهند الصينية ونتج عنها مؤتمر جنيف 1954 الذي قُسم فيه فيتنام إلي دولتين، شيوعية في الشمال ودولة موالية للقوي الغربة في الجنوب. تمكن جياب بعد ذلك، من هزيمة القوات الأمريكية والفيتنامية الجنوبية في حرب الهند الصينية الثانية وتوحيد فيتنام كجمهورية فيتنام الاشتراكية.
ولد في مقاطعة كوانج بينه لعائلة فلاحية ثرية، وهو ابن قومي فيتنامي. درس جياب القانون في ثلاثينيات القرن العشرين وعمل مدرسًا للتاريخ،و لم يحضر أي دورات في أكاديمية عسكرية أو يتلق أي تدريب عسكري مباشر قبل الحرب العالمية الثانية. شارك جياب في النشاط السياسي المناهض للاستعمار في شبابه وفي عام 1931 انضم إلى الحزب الشيوعي الفيتنامي بقيادة هو تشي منه. برز جياب خلال الحرب العالمية الثانية كقائد عسكري لمقاومة الفييت مين ضد الاحتلال الياباني. وبعد الحرب أصبح القائد العسكري للقوات المناهضة للاستعمار في حرب الهند الصينية الأولى ضد فرنسيا. حقق جياب نصرًا حاسمًا في عام 1954 معركة ديان بيان فو، مما أجبر القوات الفرنسية على الاستسلام وإنهاء الحرب بشكل فعلي. بعد تقسيم فيتنام واندلاع حرب فيتنام، حارب جياب ضد فيتنام الجنوبية ومؤيديها الأمريكيين. كان جياب قائدًا للجيش خلال هجوم التيت عام 1968، حيث حاصر وحوّل موقعًا معزولًا لمشاة البحرية في خي سانه إلى هجوم مُضلل لشج الإتاباه عن الهجوم الفعلي القادم. شارك جياب أيضًا في وضع استراتيجية هجوم عيد الفصح عام 1972. بعد ذلك خلفه فان تيان دونج، لكنه ظل وزيرًا للدفاع خلال الانسحاب العسكري الأمريكي والنصر النهائي على فيتنام الجنوبية وإعادة التوحيد بعد الهجوم النهائي عام 1975. كان جياب المهندس الرئيسي «لمسار هو تشي منه»، الشبكة اللوجستية بين شمال وجنوب فيتنام والتي تعتبر واحدة من أعظم إنجازات الهندسة العسكرية في القرن العشرين.
يعتبر جياب قائدًا عسكريًا فزًا، حيث أنه قام أثناء حرب الهند الصينية الأولى، بتحويل فرق من المتمردين الرَعَاع الهُواه إلى "جيش مشاة خفيف وفعال" قادر على إستخدام وسائل حديثة كالتشفير، والمدفعية والوسائل اللوجستية المتقدمة بحيث أصبحوا على مستوي قادر على تحدي فيلق مشاة الشرق الأقصى الفرنسي والجيش الوطني الفيتنامي الأكبر حجمًا والحديث. لم يحضر جياب أبدًا أي دورات عسكرية في أي أكاديمية عسكرية، ولم يتلق أي تدريب عسكري مباشر قبل الحرب العالمية الثانية، فقد كان مدرسًا للتاريخ في إحدي الأكاديمات. بل أنه قرأ وتأثر بالعديد من القادة التاريخيين، مثل كارل فون كلاوزفيتز، صن تزو، جورج واشنطن، و فلاديمير لينين وكان قد استلهم شخصيًا بـ T. E. لورانس ونابليون باعتبارهما من أعظم التأثيرات عليه.
كان جياب أيضًا خبيرًا لوجستيًا فزًا للغاية، ويُعرف بأنه المهندس الرئيسي لمسار هو تشي مينه، الذي نقل الأسلحة والرجال من شمال فيتنام إلي الجنوب عبر لاوس وكمبوديا، والذي تم الاعتراف به كواحد من أعظم مآثر الهندسة العسكرية في القرن العشرين وإدارة التموين التي لا تشوبها شائبة.

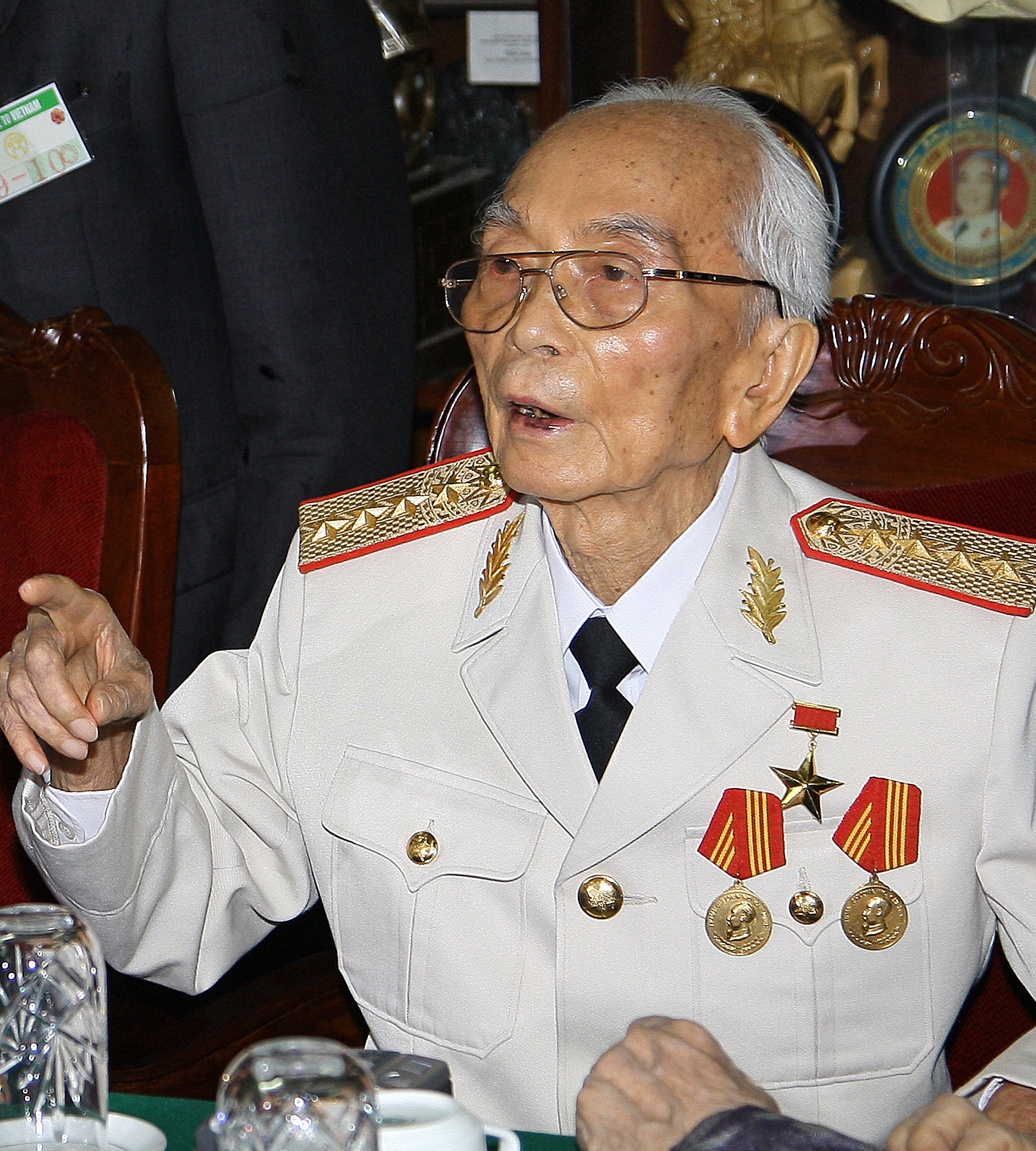
فو نجوين في عام 2008

## شهرته العسكرية
حقق جياب قمة مجده كقائد في معركة ديان بيان فو في عام 1954 التي كانت بمثابة نهاية حرب الهند الصينية الأولى والاستعمار الفرنسي لفيتنام. وأدى الانتصار على الفرنسيين إلى تقسيم البلاد وبداية عهد جديد من الحروب، وهذه المرة بين الشمال الشيوعي والجنوب المدعوم من قبل الولايات المتحدة. وساهم جياب في تحقيق النصر على الولايات المتحدة الأميركية في عام 1975.
ويعد جياب -الذي ألّف عددا من الكتب في مجال الإستراتيجيات العسكرية- مؤسس الجيش الشعبي الفيتنامي، وألهمت خططه الحربية المقاتلين في مختلف أنحاء العالم الذين كانوا يسعون إلى التحرر من الاستعمار.

## دوره السياسي
رحب جياب بعودة الدفئ إلى العلاقات بين فيتنام والولايات المتحدة الأميركية في سنة 1995، وقال 

## الحياة اللاحقة
بعد وقت قصير من سقوط سايغون، تأسست جمهورية فيتنام الاشتراكية. في الحكومة الجديدة، حافظ جياب على منصبه كوزير للدفاع الوطني وتم تعيينه نائبًا لرئيس الوزراء في يوليو 1976. في ديسمبر 1978 أشرف على الحرب الكمبودية الفيتنامية الناجحة التي أبعدت الخمير الحمر عن السلطة وأنهت الإبادة الجماعية الكمبودية. ردا على ذلك، ردت الصين حليفة كمبوديا بغزو مقاطعة كاو بانج في فيتنام في يناير 1979 ومرة أخرى كان جياب مسؤولًا بشكل عام عن الاستجابة، الأمر الذي أخرج الصينيين بعد بضعة أشهر. تقاعد أخيرًا من منصبه في وزارة الدفاع في عام 1981 وتقاعد من المكتب السياسي في عام 1982. وبقي في اللجنة المركزية ونائب رئيس الوزراء حتى تقاعده عام 1991.
ينتقد وليام ويستمورلاند في مقابلة أجريت عام 1998 براعة جياب في ساحة المعركة، قائلاً: «باعترافه، بحلول أوائل عام 1969، أعتقد أنه فقد نصف مليون جندي؟ أبلغ عن هذا. إذاً، فإن مثل هذا التجاهل لحياة الإنسان قد يجعل خصمًا هائلاً، لكنه لا يجعله عبقريًا عسكريًا. القائد الأمريكي الذي فقد رجالاً من هذا القبيل بالكاد كان سيستمر أكثر من بضعة أسابيع.»
انتقد المؤرخ الأمريكي ديريك فريسبي وجهة نظر ويستمورلاند، التي قال إنها تعكس فشلًا في فهم فلسفة جياب الأساسية "للحرب الثورية". وفقا لفريسبي، "فهم جياب أن الحرب المطولة ستكلف العديد من الأرواح ولكن هذا لا يترجم دائمًا إلى كسب الحرب أو خسارتها. في التحليل النهائي، فاز جياب بالحرب على الرغم من خسارته العديد من المعارك، وطالما نجا الجيش للقتال في يوم آخر، عاشت فكرة فيتنام في قلوب الناس الذين سيدعمونها، وهذا هو جوهر "الحرب الثورية'."

## وفاته
توفي في الرابع من أكتوبر عام 2013 عن عمر ناهز 102 في مستشفى عسكري في العاصمة هانوي وكان قد قضى السنوات الأربع الأخيرة في المستشفى.

## روابط خارجية
- فون نجوين جياب على موقع IMDb (الإنجليزية)
- فون نجوين جياب على موقع الموسوعة البريطانية (الإنجليزية)
- فون نجوين جياب على موقع مونزينجر (الألمانية)
- فون نجوين جياب على موقع ميوزك برينز (الإنجليزية)
- فون نجوين جياب على موقع إن إن دي بي (الإنجليزية)